# Orbit Books
Orbit Books es una editorial internacional  que se especializa en libros de ciencia ficción y fantasía. Fue fundada en 1974 como parte de la grupo editorial Macdonald Futura. En 1992, su compañía matriz fue comprada por Little, Brown & Co., en aquel momento parte del grupo editorial Time Warner Book Group (una subsidiaria de Time Warner).
En 1997 Orbit Books adquirió el sello editorial Legend, propiedad hasta entonces de Random House.
En 2006 Little, Brown fue vendida por Time Warner al grupo editorial francés Hachette Livre.
En verano de 2006 Hachette anunció que Orbit Books se iba a expandir internacionalmente mediante la creación de los sellos Órbit en Estados Unidos y Australia. El hasta entonces director de publicaciones de Orbit Books Tim Holman se mudó a Nueva York para dirigir el nuevo sello Orbit US, integrado en la filial estadounidense Hachette Book Group USA. En junio de 2007 se encargó a Bernadette Foley la dirección editorial de Orbit Australia, sello bajo el paraguas de Hachette Livre Australia.

## Autores
- Allen Steele
- Amanda Carlson
- Amanda Downum
- Andy Remic
- Angus Watson
- Ann Leckie
- Barb & JC Hendee
- Brandon Sanderson
- Brent Weeks
- Brian Ruckley
- Brian W. Aldiss
- Celia Friedman
- Celine Kiernan
- Charles Stross
- Charlie Fletcher
- Charlie Huston
- Christopher Moore
- Daniel Abraham
- David Brin
- David Dalglish
- David Farland
- Elizabeth Moon
- Fiona McIntosh
- Gail Carriger
- Gail Z. Martin
- Glenda Larke
- Helen Lowe
- Iain M. Banks
- Ian Irvine
- James Clemens
- James S. A. Corey
- Jaye Wells
- Jeff Somers
- Jennifer Rardin
- Jesse Bullington
- Jim Butcher
- Jo Graham
- Joe Abercrombie
- Joel Shepherd
- John R. Fultz
- Jon Courtenay Grimwood
- J. V. Jones
- K. J. Parker
- Karen Miller
- Karen Traviss
- Kate Elliott
- Kate Griffin
- Kelley Armstrong
- Ken MacLeod
- Kevin Hearne
- Kevin J. Anderson
- Kristen Painter
- Kim Stanley Robinson
- Laurell K. Hamilton
- Lilith Saintcrow
- Marianne de Pierres
- Marjorie M. Liu
- Michael Cobley
- Michael J. Sullivan
- Mike Carey
- Mira Grant
- Mur Lafferty
- N. K. Jemisin
- Nicole Peeler
- Orson Scott Card
- Pamela Freeman
- Paolo Bacigalupi
- Patricia Briggs
- Philip Palmer
- R. Scott Bakker
- Rachel Aaron
- Rachel Neumeier
- Robert Buettner
- Robert Jackson Bennett
- Russell Kirkpatrick
- Simon Morden
- Stephen Aryan
- T. C. McCarthy
- Tad Williams
- Tanya Huff
- Terry Brooks
- Terry DeHart
- Tim Lebbon
- Trent Jamieson
- Tricia Sullivan
- Trudi Canavan
- Walter Jon Williams